# مهرجانات شعبية مصرية
المهرجانات الشعبية المصرية هي نوع جديد من الأغاني الموسيقية الشعبية في مصر، والتي بدأ يذاع صيتها في الفترة ما بين أواسط عام 2011 وبداية 2012، وهي خليطٌ من موسيقى الراب والتكنو، أو موسيقى الكترو-شعبي بصبغة محلية.
بدأت في أواخر سنة 2007 وتطورت حتى اخذت شكلاً قريبا جدا من أغاني الراب بآداء شعبي مصري قبل ثورة 25 يناير في سنة 2011. حيث كان مضمون أغاني المهرجانات غالبا يتحدث عن مشكلات الفقر والتهميش والمخدرات والصداقة، لكن بعد الثورة تطورت هذه الأغاني الشعبية من حيث الموسيقى فأصبحت أكثر صخباً وأسرع إيقاعاً، كما صارت تتحدث في موضوعات سياسية وتنتقد الحكام بكلمات مستوحاة من شعارات الثورة.

## الشكل الفني
تعتمد موسيقى المهرجانات علي نوع موسيقى التكنو والتي تتم صناعتها عن طريق برامج الكترونيه مع ادخال صوت المغني. اما الكلمات فمعظمها مواضيع شعبية مرتبطة بالمناطق الشعبية في مصر والامثال والمواويل المصرية المشهورة بالإضافة إلى المشاجرات والبلطجة التي تتم في المناطق الشعبية.

## الانتشار

### البداية
بدأت بالظهور في مدينة الإسكندرية لفرقة (الدخلاوية) المكونة من فيلو وتوني ومحمود ناصر، حيث كان «مهرجان الدخلاوية» أول مهرجان تم اصداره في مصر، تلاه عدة مهرجانات أخرى لنفس الفرقة ثم ظهرت فرق متنوعة في جميع انحاء الجمهورية، وأول مهرجان صدر في القاهرة كان مهرجان (السلام) لأحمد فيجو وعلاء فيفتي، ثم دخلت بعد ذلك شركات الإنتاج المصرية في صناعة المهرجانات وحققت نجاحا كبيرا.

### التطور في الظهور الإعلامي
في بداية ظهور أغاني المهرجانات كانت تتم صناعتها بشكل فردي، حيث كان المغنون يعتمدون في صناعة محتواهم على برامج الحاسوب المتعلقة بالمؤثرات الصوتية؛ إلا أن مع انتشار وسائل التواصل الاجتماعي حققت المهرجانات نجاحا ملحوظا وانتشارا واسعا مما دفع شركات الإنتاج إلى صناعة محتوى أغاني المهرجانات، وقد ظهرت بعد ذلك موسيقى المهرجانات في كثير من الاعلانات التجارية علي شاشة التليفزيون. وتطورت صناعتها بتأليف الألحان والكلمات، ولاقت أغاني المهرجانات رواجاً لدى سائقي التاكسي والميكروباصات وأبناء الطبقات الفقيرة، وسرعان ما انتشرت لدى كافة الطبقات الاجتماعية المصرية، ولم يعد يخلو زفاف أو حفل خطبة من أغاني المهرجانات. ويصاحب تلك الأغنيات نوعٌ من الرقص الشعبي يتناسب مع الإيقاع الموسيقي الصاخب، الذي يؤديه الشباب بالإضافة إلى الفتيات في المناسبات.
في عام 2013، تم إنتاج أول فيلم تتمحور احداثه حول مغنون المهرجانات، فتم إصدار فيلم 8% وهو فيلم كوميدي تدور احداثه حول فرقة تقوم بغناء المهرجانات الشعبية تضم أوكا واورتيجا وصديقهما الثالث شحتة، يحاول الثلاثة تقديم فنهم من خلال الحفلات الغنائية الصغيرة. وفي عام 2014 تم طرح فيلم آخر حول أغاني المهرجانات وهو فيلم المهرجان، حيث يتناول الفيلم المهرجانات من خلال قصة اثنان من مطربي المهرجانات وهما فيفتي وسادات واللذان يقطنان في إحدى المناطق الشعبية ويجدا أنفسهما في مواجهة العديد من التحديات من أجل إثبات الذات في عالم صناعة موسيقى المهرجانات.

## الرأي الفني والاجتماعي
مع الانتشار الواسع لظاهرة أغاني المهرجانات في الشارع المصري بشكل كبير، بدأ طرح أفلام وثائقية خصيصا لدراسة أصل هذا النوع الموسيقي الجديد وتحليله ومعرفة إن كان هذا نوعا فنيا جديدا أم لا. وكانت غالبية آراء النقاد الفنيين ضد هذا الفن، وأقلية النقاد التي أيدته بحجة انه نوع جديد يعبر عن طبقة معينة من الشعب لم تكن تعرف كيفية التعبير عن نفسها بالوسط الفني.
أما من الناحية الاجتماعيه معظم الشباب المصري والاطفال يتقبل أغاني المهرجانات بمختلف طبقاتهم الاجتماعية، ومؤخرا أصبحت أغاني المهرجانات النوع المفضل من الاغاني لدى الكثير من الشباب والاطفال، وظهرت رقصات خصيصة تتناسب معها. أما كبار السن فمعظمهم وصف المهرجانات الشعبية بالفن الهابط، ووصفوه أيضا بكونه إزعاج ليس له هدف أو معنى وانه شتان الفرق بين المهرجانات ومابين الطرب المصري الاصيل. أما الفرق التي تغني موسيقى المهرجانات فرأيهم انهم يؤدون نوعا موسيقيا جديدا من الممكن أن يكون غير مقبول عند فئات بعينها، ومقبولا عند فئات أخرى خاصة الشباب.